# Razak Pimpong
Razak Pimpong (Acra, Ghana, 30 de diciembre de 1982) es un exfutbolista y actual entrenador de fútbol ghanés. En su etapa como jugador profesional se desempeñaba como centrocampista o delantero. Actualmente trabaja como entrenador del Aulum IF, del fútbol amateur danés. Tras su retiro como jugador, fue director de marketing del Viborg FF. También trabajó para TV2 Sporten.

## Selección nacional
Fue internacional con la selección de fútbol de Ghana en 10 ocasiones y convirtió un gol.

### Participaciones en Copas del Mundo
| Mundial                               | Sede          | Resultado        | Partidos | Goles |
| ------------------------------------- | ------------- | ---------------- | -------- | ----- |
| Copa Mundial de Fútbol Sub-17 de 1999 | Nueva Zelanda | Tercer lugar     | 4        | 1     |
| Copa Mundial de Fútbol Sub-20 de 2001 | Argentina     | Subcampeón       | 7        | 0     |
| Copa Mundial de Fútbol de 2006        | Alemania      | Octavos de final | 3        | 0     |

### Participaciones en Juegos Olímpicos
| Olimpiada                       | Sede   | Resultado      | Partidos | Goles |
| ------------------------------- | ------ | -------------- | -------- | ----- |
| Juegos Olímpicos de Atenas 2004 | Grecia | Fase de grupos | 3        | 0     |

## Clubes

### Como jugador
| Club                | País      | Año       |
| ------------------- | --------- | --------- |
| Midtjylland         | Dinamarca | 2000-2006 |
| Copenhague          | Dinamarca | 2006-2007 |
| Viking              | Noruega   | 2007-2009 |
| → Aalesund (cedido) | Noruega   | 2008      |
| Al-Masry            | Egipto    | 2009      |
| Viborg              | Dinamarca | 2009-2013 |
| Ringkøbing          | Dinamarca | 2013      |

### Como entrenador
| Club                   | País      | Año       |
| ---------------------- | --------- | --------- |
| Ringkøbing (asistente) | Dinamarca | 2013      |
| Møldrup/Tostrup IF     | Dinamarca | 2014-2017 |
| Aulum IF               | Dinamarca | 2018-     |

## Palmarés

### Campeonatos nacionales
| Título           | Club       | País      | Año  |
| ---------------- | ---------- | --------- | ---- |
| Superliga danesa | Copenhague | Dinamarca | 2006 |